# Ladislav Ženíšek
Ladislav Ženíšek (* 7. März 1904 in Vinohrady bei Prag; † 14. Mai 1985) war ein tschechoslowakischer Fußballspieler und -trainer. Mit der Tschechoslowakei wurde er 1934 Vize-Weltmeister.

## Vereinskarriere
Ženíšek begann mit dem Fußballspielen bei ČAFC Vinohrady, in seiner Jugend spielte er außerdem für SK Červený Kostelec, SK Pardubice und den Teplitzer FK. 1924 wechselte er zu Viktoria Žižkov und spielte mit den Pragern in der 1925 etablierten Profiliga. 1927 ging der Abwehrspieler in die Vereinigten Staaten und schloss sich dem von tschechischen Einwanderern gegründeten Klub Sparta Chicago an. Nach zwei Jahren kehrte er in die tschechoslowakische Hauptstadt zurück, blieb aber nur kurz bei Viktoria. Noch 1929 schloss sich Ženíšek Slavia Prag an, mit dem er fünf Mal die tschechoslowakische Meisterschaft gewinnen konnte. Seine Karriere beendete der Verteidiger nach der Saison 1937/38, in der er für Viktoria Žižkov antrat.

## Nationalmannschaft
In der Tschechoslowakischen Nationalmannschaft debütierte Ladislav Ženíšek am 17. Januar 1926, die Tschechoslowakei unterlag Italien in Turin mit 1:3. Während seiner Zeit in den USA wurde er nicht berufen.
1934 nahm er an der Weltmeisterschaft in Italien teil. Die Tschechoslowakei erreichte dabei, auch dank herausragender Leistungen Ženíšeks, das Endspiel, in dem sie dem Gastgeber mit 1:2 nach Verlängerung unterlag. 
Sein letztes von insgesamt 22 Länderspielen, davon vier als Mannschaftskapitän, machte Ženíšek am 14. April 1935, die Tschechoslowakei trennte sich in Prag von Österreich 0:0.

## Trainer
1940 übernahm Ženíšek die Mannschaft der Prager Bohemians, die er bis 1944 betreute. Seine nächste Trainerstation war von 1945 bis 1947 sein alter Verein Viktoria Žižkov. Anschließend war Ženíšek Coach bei Vítkovicke železárny, wo es ihm gelang, Stürmer Josef Bican zu holen. Von 1949 bis 1951 trainierte Ženíšek die neu entstandene Armeemannschaft ATK, das spätere Dukla Prag.
Von April 1950 bis Mai 1951 betreute Ženíšek die Tschechoslowakische Nationalmannschaft in sechs Spielen (Bilanz: drei Siege, zwei Remis, eine Niederlage, Torverhältnis 12:10).
Insgesamt arbeitete Ženíšek als Trainer bei 15 verschiedenen Klubs sowohl im Herren- als auch im Jugendbereich. Außerdem betreute er auch die Tschechoslowakische Juniorennationalmannschaft.